# 康涅狄格州参议院
康涅狄格州参议院（英語：Connecticut State Senate）是美国康涅狄格总议会的上議院，共有36名议员，每届任期2年。参议院议长由副州長兼任，議長不在時則由臨時議長主持議事；现任议长为民主黨籍的蘇珊·貝西維茲。